# 2012年启东市反对排污项目事件
启东事件是于2012年7月28日清晨发生在中华人民共和国江苏省启东市的一起大规模群体事件。当地百姓占领市政府大楼。这起事件是由江苏南通市政府对日本王子製紙之制纸排海工程项目的批准触发的。当天下午，该群体性事件已基本平息，官方也于当天上午发布公告称“永远取消有关王子制纸排海工程项目。”
由于该事件与7月初在四川省什邡市发生的反对钼铜项目事件的时间较近，且两者在政府、特别是警方对待民众的态度方面存在较大差异，中国大陆媒体在评论此事件时经常进行对比或综合评论。

## 事件经过
7月，啟東市政府發佈了「告市民的一封信」。由于担心日本王子纸业集团准备在当地修建的排污设施会对当时民众生活产生影响，數萬名启东市民打算遊行。7月27日晚，有部分启东市民聚集在游行出发地，政府担心冲突会发生，连夜讨论游行示威的影响力及办法。命令各乡镇所有干部守在各路口阻拦市民上镇减少游行人数。但由于「告市民的一封信」，使得乡下原本不知此事的人都知道了，反而增加了人数。7月28日早上六点不到，游行队伍一部分按照原计划游行並散發《告全市人民書》，另一部分直接赶至不远处的啟東市政府，并冲进市政府大楼，使得在内连夜开会的政府官员慌乱逃离。市民在市政府中搜出保險套與许多名贵烟酒及带有送给官員的红包等物品及很多旅游景点的照片，并在警察到来之前将这些物证陈列在政府办公楼前。超过1000名武警于上午9时许抵达现场，但只是维持现场秩序，并未采取以往群体性事件中发生的强制驱散等强制性措施。在民众示威过程中，出现了民众掀翻汽车、捣毁市政府办公电脑等行为。据路透社报道，至少有两名警察在该事件中被愤怒的民众拖进人群，殴打至出血。
在衝突過程中，启東市市委書記孫建華遭到民眾扒光上衣，市长徐峰被强行套上抵制王子造纸的宣传衣，但启东市领导并未下令警方采取进一步强制措施。
中午过后，警方的处理态度开始有一定的变化，开始抓捕一些參與者，在此过程中，有少量民众受伤。日本媒体《朝日新闻》称，该报上海分局局长奥寺淳28日赴启东采访拍照时“遭十几名警察的暴行，头部被踢，并被没收了照相机和记者证”，并向中国提出抗议。
当天下午，冲进政府大院的上千民众全员撤出，之后当地警方封锁周边道路，抗议活动基本平息。有維權網站報導，來自无锡、蘇州、常州、揚州的特警和武警部隊也于当天午後陸續抵達啟東封鎖道路。下午有一段时间，啟東整个网络都被屏蔽，市民无法上网。
由于缺乏官方数据，该事件的示威人数并没有一个准确的数据，据媒体估计，有超过20000人参加，也有的媒体估计有超过30000人，游行示威人群加上集会人群将近10万人。

## 后续
当天上午，政府妥协，并且江苏省南通市人民政府新闻发言人授权发布：南通市人民政府决定，永远取消有关王子制纸排海工程项目。与此同时，市长在政府的官方网站上发布一个名为“启东市发布致全体市民的一封信”的视频，这个视频声明了政府的态度，即应市民的要求，这个项目暂时不会启动，并要市民注意身体，不要再举行示威游行的活动。这个视频被转载至诸多视频网站和社交网站。

## 王子製紙的態度
7月30日，日本王子制纸发表声明，否认中国江苏南通工厂排污工程污染当地水源，称污水中含致癌物质的说法“毫无根据”。
7月31日，日本王子制纸位于中国江苏南通市经济开发区的工厂于当天上午复工，有日本王子制纸高管称已意识到在中国投资的风险，可能考虑修订未来战略。

## 警暴造謠爭議
事件下午，江苏省内派出无锡、常州，苏州等地特警武警进入启东维稳，期间造成部分冲突，有謠言称本次冲突造成三人死亡，事後官方微博發布公告闢謠。7月29日，启东市公安局发布公告称，拘留一散布“警察踩死人”謠言的女性。

## 媒体报道
该事件发生时，政府并未采取过多措施进行信息封锁，许多中国媒体都公开报道了该事件。在新浪微博等微博以及百度贴吧，“启东”二字被列入屏蔽字列表，但与之相关的微博仍然可以发送出去，百度贴吧的“启东”吧则对信息做了严格的审查，“启东”吧显示为“抱歉，根据相关法律法规和政策，本吧暂不开放。”，许多现场照片被管理员删除。该事件也引起了国际媒体的关注，CNN、BBC、路透社等多家国际媒体对此做了相关报道。
民众和媒体对此事件中政府采取的克制态度也多持赞赏态度。如：《深圳电视台公共频道》某节目称，政府的“种种开明做法，都值得称道。” 《钱江晚报》评论称，政府和市领导的理性做法，使得该事件成为“一场理性的双赢”。《中国青年报》转引网友评论稱：“人群散了，但这个官员羞涩的微笑永远留在了人民心中。作为市委书记，能轻车简从，勇敢地走到群众中听取诉求，是条汉子，值得尊敬；扒了衣服受辱后，没有下令用震爆弹、烟幕弹对付人民，是值得什邡政府学习的。”
有日本媒體報導稱，此次群體性事件激起了中國民眾的反日情緒。
《人民日报》发表评论称：“这表明，中国社会发展正进入一个特殊的环保敏感期，一方面，“发展中”这一现实国情还绕不开产业的梯度转移，一些工业项目也不可能做到“零污染”；另一方面，民众的环境意识与权利意识在迅速提升。环境利益冲突既是社会进步的体现，也成为发展转型的一种折射。 ”
《参考消息》援引美国《华尔街日报》、日本《每日新闻》等多家国际相关报道称，这表明中国国民众环保意识高涨。
《环球时报》发表评论称：“一些老百姓上街，是因为不相信当地政府，不相信按正常渠道能解决问题。而什邡和启东的这两个项目这么轻率地下马，在暗示民间不信任是对的。政府必须从正确决策，加强与民众沟通做起，这是遇到抗议时敢于坚持的前提。”
《中國青年報》發表評論稱：“政府当初的决策过程未能充分听取民意，一旦街头闹事又仓促宣布下马，政府如何平衡各方利益诉求，真正成为调和鼎鼐的市场守夜人，而不是利益一方，甚至最为强势的一方？”
《联合早报》发表评论称，民众激烈的抗争动作，让人见识了群众的力量，同时也看到群众的暴力。抄家、扒衣服、强套宣传衣，确实如一些网上评论指出的：这样的抗争方式，和文化大革命中的“造反派”没有两样。
《联合早报》另有评论认为，在此事件中，压垮民众理性的最后一根稻草，是地方政府诚信的破产与目前中国大面积的官员贪污腐败。加强人民对政策制定的参与、对政府的监督，将官员的权力“关进笼子”，彻底根除腐败肿瘤，或至少约束腐败，才是关键。

## 参与者被起诉
2013年1月下旬，媒体报道共有16名该事件的参与者以涉嫌“聚众冲击国家机关罪”的罪名被检察院起诉，被起诉者中包括個體戶和无业人員，其中就包括給將启东市长徐峰按在车顶上並套上印有“抵制污染，还我启东”字样的红色T恤的男子朱宝生。2月6日，启东法院一审宣判朱宝生犯聚众冲击国家机关罪成立，判有期徒刑一年六个月，缓刑两年。其余15人分别犯聚众冲击国家机关罪、故意毁坏财物罪、盗窃罪成立，判有期徒刑一年至一年六个月，其中12人适用缓刑。一审宣判后除周晓灵外，无人上诉。